# Horr
Horr o Horr-e Riahi (farsi حر ریاحی) è una città dello shahrestān di Shush, circoscrizione Centrale, nella provincia del Khūzestān. Aveva, nel 2006, una popolazione di 7.839 abitanti.